# Жизнь Григория Сковороды
Жизнь Григория Сковороды (рус. дореф. Жизнь Григорія Сковороды. Писана 1794 года в древнем вкусѣ) — главный труд Михаила Коваленского, первая в истории биография малороссийского философа Григория Сковороды. «Жизнь Григория Сковороды» стала основным историческим документом о Григории Сковороде, написанном очевидцем. Очерк послужил отправной точкой для всех последующих биографий философа, включая современные исследования. Труд Михаила Коваленского возымел эффект и пробудил интерес к Сковороде среди русских религиозных мыслителей после смерти философа, в частности, «Жизнь Григория Сковороды» оказала сильное впечатление на графа Льва Толстого.